# Гудино (Московская область)
Гудино — деревня в Московской области России. Входит в городской округ Солнечногорск. Население — 1 чел. (2010).

## География
Деревня Гудино расположена на севере Московской области, в северной части округа, у границы с Дмитровским районом, примерно в 15 км к северу от центра города Солнечногорска, на левом берегу реки Лутосни бассейна Дубны. Ближайшие населённые пункты — деревни Захарьино и Осинки.

## Население
| 1852 | 1859 | 1890 | 1899 | 1926 | 1932 |
| ---- | ---- | ---- | ---- | ---- | ---- |
| 70   | ↗114 | ↘93  | ↘84  | ↗89  | ↗94  |
| 1966 | 1998 | 2002 | 2010 |      |      |
| ↘27  | ↘2   | ↘1   | →1   |      |      |

## Достопримечательности
В 1 км к западу от деревни находится усадьба Бекетовых — А. А. Блока «Шахматово» с парком и прудом, в которой с 1881 по 1916 гг. жил русский поэт, классик русской литературы Александр Александрович Блок. Усадьба является объектом культурного наследия России, как памятник истории начала XVIII — начала XX вв.

## История
Гудина, деревня 1-го стана, Оболенского, Князя Александра Ивановича, крестьян 33 души мужского пола, 37 женского, 11 дворов, 80 верст от столицы, 24 от уездного города, близ Дмитровского шоссе.— Нистрем К. Указатель селений и жителей уездов Московской губернии, 1852 г.
В «Списке населённых мест» 1862 года — владельческая деревня 1-го стана Клинского уезда Московской губернии от города Клина по правую сторону Дмитровского тракта, в 15 верстах от уездного города и 20 верстах от становой квартиры, при колодцах, с 16 дворами и 114 жителями (56 мужчин, 58 женщин).
По данным на 1890 год — деревня Солнечногорской волости Клинского уезда с 93 душами населения, в 1899 году — деревня Вертлинской волости Клинского уезда, проживало 84 жителя.
В 1913 году — 19 дворов.
По материалам Всесоюзной переписи населения 1926 года — центр Гудинского сельсовета Вертлинской волости Клинского уезда в 4,3 км от Рогачёвского шоссе и 16 км от станции Подсолнечная Октябрьской железной дороги, проживало 89 жителей (44 мужчины, 45 женщин), насчитывалось 22 крестьянских хозяйства.
С 1929 года — населённый пункт в составе Солнечногорского района Московского округа Московской области. Постановлением ЦИК и СНК от 23 июля 1930 года округа как административно-территориальные единицы были ликвидированы.
С 1994 до 2006 гг. деревня входила в Вертлинский сельский округ Солнечногорского района.
С 2005 до 2019 гг. деревня включалась в Смирновское сельское поселение Солнечногорского муниципального района.
С 2019 года деревня входит в городской округ Солнечногорск, в рамках администрации которого относится с территориальному управлению Смирновское.